# Торт Шварцвальд
Торт Шварцвальд, Шварцвальдське ґато (англ. Black Forest gâteau) (Schwarzwälder Kirschtorte (вимова [ˈʃvaʁt͡svɛldɐ ˈkɪʁʃˌtɔʁtə] ( прослухати), дослівно «Вишневий торт з Чорного лісу»), американською англійською мовою називається англ. Black Forest cake, або пляцок «Чорний ліс», є німецьким шоколадно-вершковим тортом із насиченою вишневою начинкою. Хоча він, швидше за все, заснований на традиції десертів Шварцвальду, конкретне походження торта в Німеччині оскаржується..
Як правило, шварцвальдський торт складається з кількох шарів шоколадного бісквіта, заправленого збитими вершками та вишнями. Додатково прикрашається збитими вершками, вишнею мараскино та шоколадною стружкою. У деяких європейських традиціях вишню використовують як між шарами, так і для прикраси верху. Традиційно до торта додається алкогольний кіршвассер (Kirsch (wasser)), прозорий спиртний напій із вишні. Іноді використовуються інші спиртні напої, наприклад ром, який є поширеним в австрійських рецептах. Німецьке законодавство вимагає від будь-якого десерту з маркуванням Schwarzwälder Kirschtorte повинен мати Кіршвассер.

## Історія

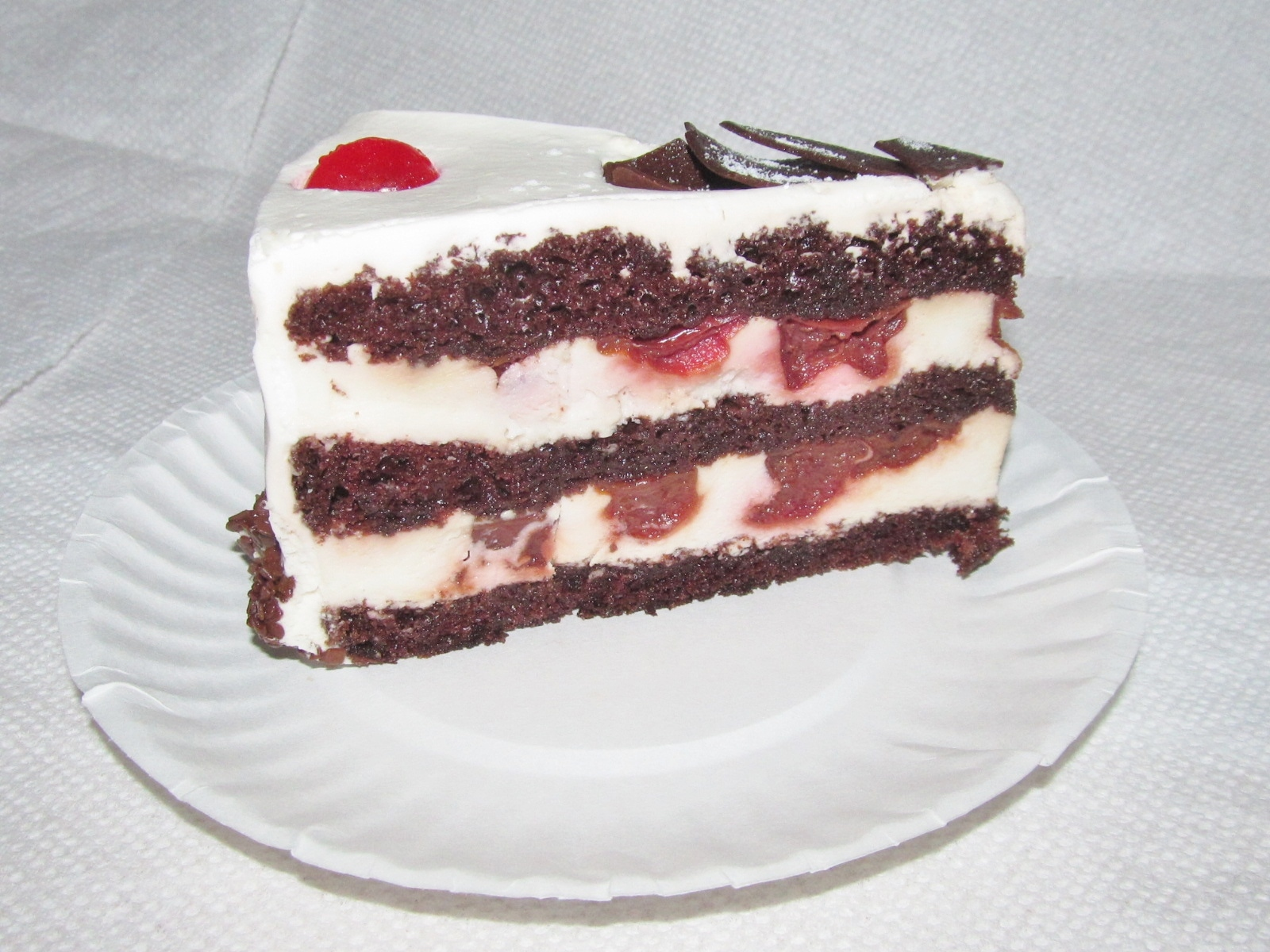
Шматок торта, на якому між шарами видно вишні

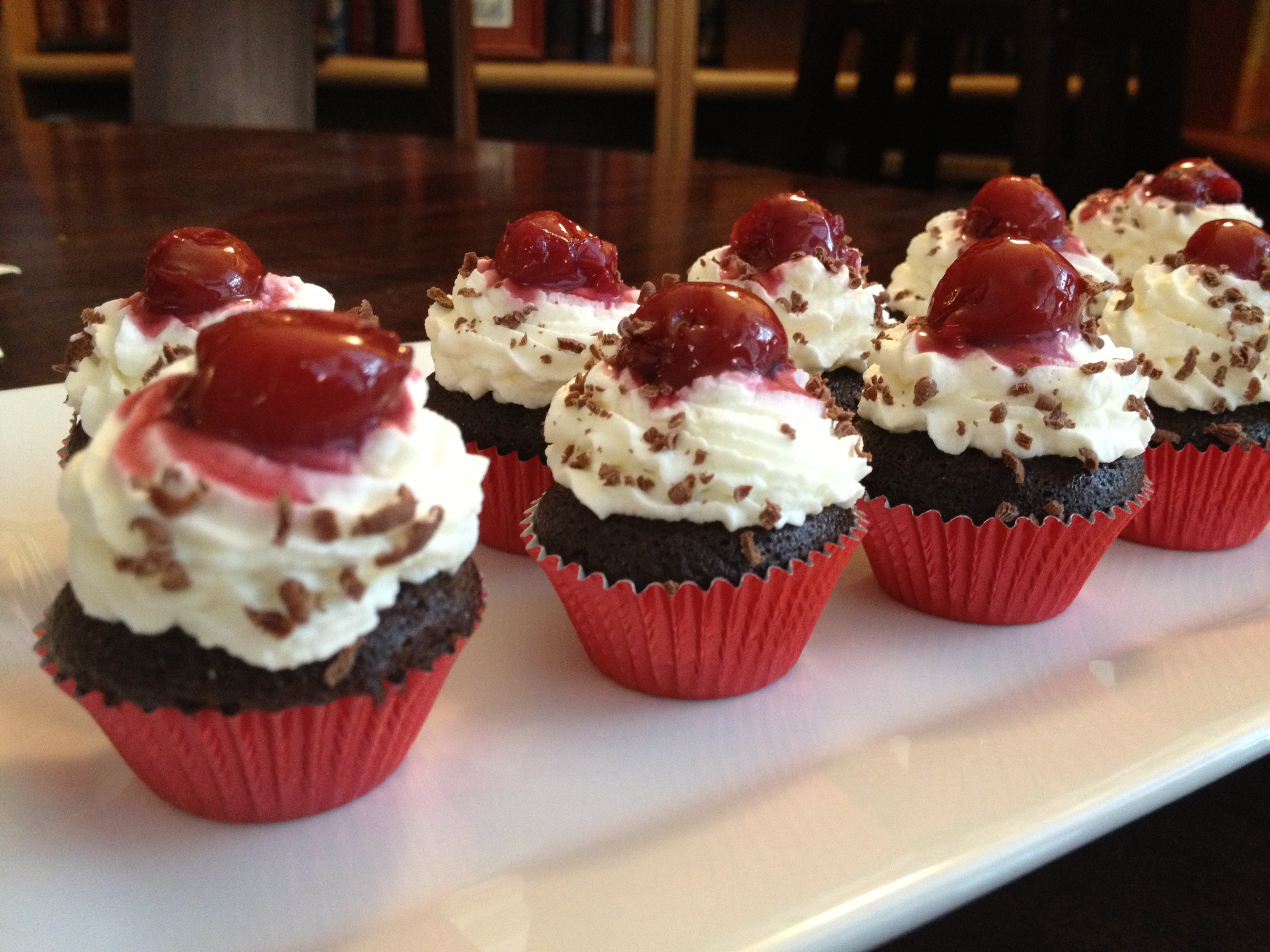
Індивідуальні капкейки на основі торта Шварцвальд

Походження назви торта не зовсім зрозуміле.
Відповідно до однієї думки, назва походить від спеціального лікеру регіону Шварцвальд, відомого як Schwarzwälder Kirsch (wasser) (Кіршвассер), який переганяють із місцевої вишні. Це той інгредієнт, який надає десерту характерного смаку вишневої кісточки та присмаку вмісту алкоголю.
Деякі джерела стверджують, що назва торта натхненна традиційним костюмом жінок регіону Шварцвальд із характерним капелюхом із великими червоними помпонами нагорі, що називається Болленгут (нім. Bollenhut).
Кондитер Джозеф Келлер (1887—1981) стверджував, що винайшов Schwarzwälder Kirschtorte у своєму нинішньому вигляді в 1915 році у відомому кафе Agner у Бад-Годесберзі, тепер передмісті Бонна, близько 500 км на північ від Шварцвальду. Однак це твердження ніколи не було підтверджено. Давним-давно вишню, вершки та кіршвассер поєднували у формі десерту, до якого варені вишні подавали з вершками, а кіршвассер виник у регіоні Шварцвальд, відомому своїми вишневими деревами.
Міський архівіст міста Тюбінген Удо Раух називає «винахідником» тюбінгенського майстра-кондитера Ервіна Гільденбранда з Café Walz у Тюбінгені, датований весною 1930 року. Тюбінген, який зараз не асоціюється зі Шварцвальдом, належав до округу Шварцвальд з 1818 по 1924 рік. Враховуючи, що початковий рецепт Келлера не був ідентичним найпопулярнішій інтерпретації торта Шварцвальд, а був простішою версією, можна припустити, що обидва кондитери вплинули на його створення.
Schwarzwälder Kirschtorte вперше згадується в письмовій формі в 1934 році. У той час він особливо асоціювався з Берліном, але його також можна було придбати у висококласних кондитерів в інших містах Німеччини, Австрії та Швейцарії. У 1949 році він посів 13 місце в списку найвідоміших німецьких тортів.

### У масовій культурі
У 2007 році у відеогрі Portal часто згадувався вигаданий шварцвальдський торт, натхненний реальним Schwarzwälder Kirschtorte, котрий розробники придбали в сусідньому кафе. Комерційний успіх гри, а також популярність інтернет-мему про торт привели до того, що торт Шварцвальд став відомим серед шанувальників франшизи.

## Рекорди
Рекорд щодо найбільшого у світі автентичного шварцвальдського ґато було встановлено в Europa Park, Німеччина, 16 липня 2006 року компанією K&U Bakery. Розміром майже 80 м2 і вагою 3000 кг, торт, який становив 10 м у діаметрі, використано до 700 л вершків, 5600 яєць, 800 кг вишні, 40 кг шоколадної стружки та 120 л kirschwasser. 9 грудня 2012 року команда на чолі з шеф-кухарями Йоргом Мінком і Жюльєном Бомпардом приготувала найбільший в Азії торт Шварцвальд на виставці S-One Expo у Сінгапурі. 500 кг торт виготовлений зі 165 л вершків, 1500 яєць, 68 кг, 60 кг шоколадної стружки та 10 л kirschwasser.

## Schwarzwaldtårta

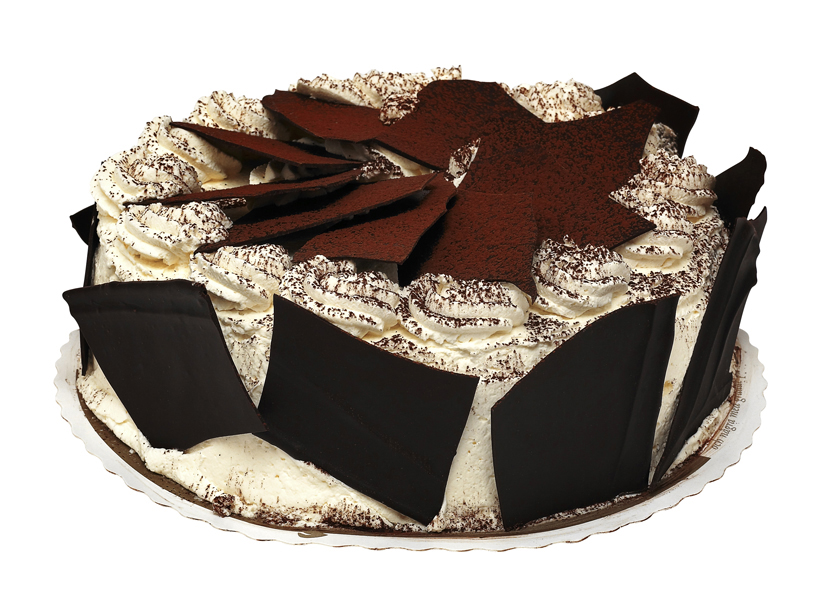
Шведська Schwarzwaldtårta

Шведський торт під назвою Schwarzwaldtårta стосується традиційного торта Шварцвальд лише назвою. Він складається з шарів меренги з дрібно подрібненим смаженим фундуком, покритих тонким шаром шоколаду зі збитими вершками між ними. Весь торт також покритий збитими вершками й прикрашений тонким чорним шоколадом і какао-порошком.